# Кузены (фильм)
«Кузе́ны» (фр. Les Cousins) — художественный фильм французского режиссёра Клода Шаброля, вышедший на экраны в 1959 году.
Главные роли в фильме сыграли Жерар Блен и Жан-Клод Бриали, также сыгравшие главные роли в первом фильме Шаброля «Красавчик Серж».
В 1959 году с этим фильмом Клод Шаброль завоевал высшую награду Берлинского международного кинофестиваля — «Золотой медведь».

## Сюжет
Вечером молодой и наивный провинциал Шарль (Жерар Блен) приезжает в Париж к своему двоюродному брату Полю (Жан-Клод Бриали), который живёт в дорогой и интересно оформленной квартире их богатого дядюшки. Весёлый и остроумный Поль сердечно встречает Шарля, обнимает его и целует, продолжая обмениваться шуточками со своим 30-летним приятелем Кловисом (Клод Серваль). Поль показывает Шарлю квартиру и его комнату и сообщает радостную новость — Шарля приняли в университет. Шарль уходит к себе, перед сном пишет письмо маме. К Шарлю приходит Женевьева (Женевьева Клюни), утверждая, что ждёт от Поля ребёнка, а родители отказались ей помогать. Кловис говорит, что все уладит, и они дают ей денег.
Утром Поль будит Шарля незаряженным револьвером и везёт его на своём спортивном автомобиле на экскурсию по латинскому кварталу. Они заходят в молодёжный клуб. Кловис уже все уладил с Женевьевой. Франсуаза (Стефан Одран) обнимается с новым парнем, а её друг Филипп (Жан-Пьер Молен) по этому поводу напивается. Поль здесь явно душа компании и всеобщий любимец. Он шутит с приятелями, заигрывает с девушками, знакомит Филиппа с Мартиной (Франсуаза Ватель). Все вокруг уже знают, что Шарль — кузен Поля. Шарль садится играть в бридж, в который, видимо, играет очень сильно. Шарль замечает вошедшую девушку, и уже не может продолжать игру. Поль знакомит Шарля с ней, её зовут Флоранс (Жюльет Майниель). Шарль выбегает за ней на улицу, но она удаляется с каким-то мужчиной. Шарль заходит в соседний книжный магазин, знакомится с книготорговцем (Ги Декомбль). По тому, что Шарль предпочитает Бальзака, книготорговец сразу определяет, что он — провинциал, так как здешнюю молодёжь интересуют только детективы и эротика. Он дарит Шарлю томик Бальзака.
Шарль много занимается и регулярно пишет письма матери. Он сообщает, что может не ходить на занятия, так как покупает фотокопии лекций в специальном магазине и занимается по ним дома.
Поль устраивает вечеринку дома с друзьями. Приходит около двадцати человек. Филипп плачется Шарлю — девушки его постоянно бросают, он любит Франсуазу, хотя она шлюха. Поль ставит Моцарта. Франсуаза приходит с Рамо, который сразу не понравился Шарлю. Приходит Флоранс, Шарль говорит, что ждал её уже давно. Они берут вино и бокалы, и усаживаются вместе на лестнице, мило беседуют и смеются. Кловис приводит с собой графа из Флоренции (Коррадо Гуардуччи) и прогоняет молодого мулата со словами «иди учись читать». Приходит Женевьева, у неё все в порядке, тревога оказалась ложной.
Пластинку Моцарта меняют на Вагнера, под музыку которого Поль устраивает целое представление. Он гасит свет, надевает немецкую фуражку и со свечами произносит таинственно-символистский монолог по-немецки, завершая его словами — кончается война, наступает весна, звучит музыка, и ты находишь любовь…
Филипп дерётся из-за Франсуазы, затем говорит, что всех ненавидит и убегает. Шарль и Флоранс выходят на улицу, целуются. Шарль говорит Флоранс о себе, о своей неуверенности в жизни, о зависимости от матери. Он хотел бы быть похожим даже на гуляку Кловиса, потому что в нём есть сила. Она восхищена его голосом. Шарль счастлив, хочет сказать ей слишком много, но не осмеливается, шепчет ей что на ухо, затем мысленно читает ей свои стихи. Флоранс говорит, что часто влюблялась, а Шарль говорит, что любит её. Мать не хотела его отпускать, боясь, что его окрутят, и ему удалось уехать только благодаря хитрости Поля. Шарль предлагает покататься на машине, идёт в дом за ключами. В квартире идёт гулянка в полном разгаре. Граф сильно напился и пристаёт к женщинам, над ним все смеются. Граф берёт револьвер и угрожает им одной из девушек, затем швыряет его, разбивая бутылку. Вслед за ним и остальные тоже начинают крушить бутылки и стаканы. По предложению Поля все собираются ехать кататься на машинах, вываливаются на улицу. Поль уводит Флоранс, и Шарль вынужден сесть в другую машину.
Шарль и Поль возвращаются домой, там разгром, спят пьяные. Поль светит в лицо спящего еврея Марка (Поль Бисцилиа), пугая его Гестапо. Марк по-настоящему пугается. Шарль говорит, что это жестоко, а Поль отвечает, что это его отрезвило. Поль показывает Шарлю, где лежат патроны к револьверу. Шарль просит у Поля телефон Флоранс, но Поль не дает. Утром просыпается граф, говорит, что вёл себя ужасно, просит адрес Кловиса, благодарит и уходит. Приходит уборщица, говорит, что вчера жильцы жаловались на шум, и телефонная трубка лежит не на месте.
Поль просит поставить воду для кофе, но так как ждёт звонка от Флоранс, наконец она звонит. Они договариваются о встрече. Шарль говорит, что в три часа у него занятия в университете, которые он не может пропустить, а в пять часов он освободится, и они смогут пройтись до дома. Флоранс путает и говорит Кловису, что свидание с Шарлем у неё в три часа.
Флоранс приходит домой к Шарлю в три часа. Там только Поль. Он предлагает ей зайти внутрь и подождать Шарля. Поль говорит, что у них с Шарлем ничего не получится. Шарль — трудяга и зубрила, а она привыкла к весёлой праздной жизни и развлечениям. Очень быстро Флоранс начнёт мучится от монотонной рутины, а кроме того, есть ещё мамочка Шарля. Таким образом, говорит Поль, Шарль — отличный парень, но вы не созданы друг для друга и вдвоём вы будете несчастны. Приходит Кловис. Его смешит попытка Флоранс полюбить Шарля, он говорит, что она сдохнет со скуки. Что она переспала почти со всем латинским кварталом, а пытается строить из себя девственницу и хочет обмануть парня. Кловис утверждает, что она может спать с ним, но не надо его окручивать, что вместе они не будут счастливы. Кловис говорит, что ей куда лучше подходит Поль, предлагает прикоснуться к Полю. Флоранс гладит его руку, они целуются, обнимаются и уходят в другую комнату.
Пока Шарль ждёт Флоранс у университета, студенты сообщают ему, что Филипп выбросился из окна из-за Франсуазы. Шарль приходит домой и видит Поля вместе с Флоранс. Он упрекает её, что прождал два часа, она просит прощения. С трудом подбирая слова и боясь его расстроить, Поль сообщает Шарлю, что пока они его ждали, решили жить вместе. Флоранс подтверждает его слова и говорит, что Шарль останется для неё другом.
Шарль рассказывает о своих страданиях книготорговцу, который отвечает, что все компенсирует только работа. С дипломом в кармане он получит хорошую работу и деньги, что даст ему любых девушек, внимание которых Поль со временем потеряет. Книготорговец призывает его идти работать.
Шарль усердно занимается, Флоранс переехала в их квартиру и готовит на кухне. За обедом Шарль говорит Полю, что с его отношением к занятиям он провалит экзамен, но Поль этого не боится. Вечером Шарль пишет письмо матери, говоря, что рассчитывает блестяще защититься. Вечером Поль танцует с Флоранс, они заходят к Шарлю и уговаривают его выпить вместе с ними приходят, но Шарль отказывается.
Флоранс загорает на балконе, Шарль занимается. Флоранс просит Шарля поговорить с ней, но он уходит в свою комнату. Флоранс и Поль проходят в душ, где ссорятся, шумят и играют, не давая Шарлю сосредоточиться на учёбе. За завтраком Поль сообщает, что с Флоранс все кончено, но они остались друзьями.
За четыре дня до экзамена Шарль советует Полю позаниматься, но Поль отвечает, что знает, как сдавать экзамены, и его они не волнуют. Поль уверен, что его способность изложить предмет перекроет все недостатки в подготовке.
После сдачи экзамена довольный Поль выходит из университета, берёт двух девушек и едет веселиться. Поль устраивает вечеринку по случаю успешной сдачи экзамена. Шарль уходит заниматься, говоря, что ему всё так не даётся, как Полю, что он из породы трудяг.
Кловис делает Полю очередной сюрприз. Он вкатывает большой чёрный ящик, из которого выскакивает восточный фокусник и силач, который рвёт цепи. Шарль мучается, слушая все это. Ставят Вагнера. Поль обнимает Флоранс, но она уходит в комнату к Шарлю. Она пытается утешить Шарля, но он говорит, что у него нет выбора, и он должен заниматься. Шарль срывается, говорит, что должен работать, что обещал матери, и выгоняет её.
На следующий Шарль выходит из университета в подавленном состоянии, он провалил экзамен. Шарль хочет зайти в церковь, но она закрыта, приходит к книготорговцу, говорит, что провалился. Тот отвечает, что это не конец света, и он сможет оправиться от этого удара. Сквозь окно кафе Шарль видит грустно улыбающуюся Флоранс в компании Кловиса и других мужчин. Шарль смотрит на ночную Сену, рвёт и выбрасывает конспекты и студенческий билет. Приходит домой с мыслью: «Я не хочу, чтобы он проснулся». Закрывает шторы. Берёт со стены револьвер, заряжает один патрон. Думает: «У меня один шанс из шести, у тебя пять шансов из шести». Приставляет револьвер к голове Поля и нажимает на курок, но выстрела нет. Бросает револьвер на диван и уходит спать.
Утром Шарль садится заниматься, но не в состоянии ничего делать. В гостиной видит Поля. Говорит, что провалил экзамен, что преподаватели его запутали. Поль говорит, что женщины и экзамен — это ещё не все в жизни, и даже его мамочка — ещё не все. Все ещё наладится. Поль вспоминает общие вечеринки и Кловиса с его сюрпризами. Видит лежащий на диване револьвер, вспоминает про графа, угрожавшего женщинам, в шутку берёт револьвер и целится в Шарля. Шарль пытается его предупредить, но не успевает, раздаётся выстрел, Шарль падает и умирает на месте. Поль растерянно садится в кресло.

## В главных ролях
Жерар Блен — Шарль
Жан-Клод Бриали — Поль
Жюльет Майниель — Флоранс
Клод Серваль — Кловис
Женьевьева Клюни — Женевьева
Стефан Одран — Франсуаза
Жан-Пьер Молен — Филипп
Коррадо Гуардуччи — итальянский граф
Ги Декомбль — книготорговец
Поль Бисцилиа — Марк